# Surendranath Dasgupta
Surendranath Dasgupta (Distretto di Kushtia, ottobre 1887 – Lucknow, 18 dicembre 1952) è stato un filosofo indiano.

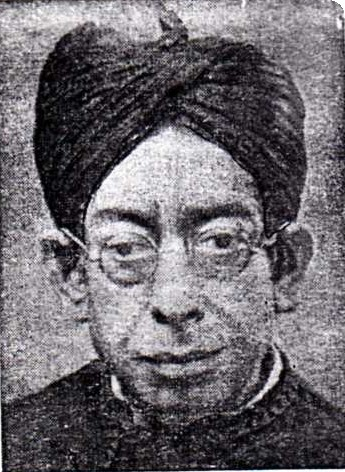
Surendranath Dasgupta

Nato nel distretto di Kushtia nell'attuale Bangladesh, Surendranath Dasgupta è stato uno fra i personaggi più eminenti del pensiero indiano. Dopo i master in sanscrito e in filosofia presso l'Università di Calcutta, si recò in Inghilterra dove si addottorò in filosofia presso l'Università di Cambridge.
Il pensiero di Dasgupta è una sintesi originale delle scuole del Vedānta e della dottrina religiosa del Giainismo con le idee filosofiche dell'evoluzione creatrice e del nuovo realismo.
Nella sua carriera ha tenuto corsi a Cambridge e numerose conferenze sia in America sia in Europa. Ebbe fra i suoi allievi lo storico delle religioni rumeno Mircea Eliade.

## Opere
- History of Indian philosophy, 5 voll., Cambridge University Press, 1922-1955.
- Indian Idealism, University Press, 1933.
- Yoga as Philosophy and Religion, Dover Publications, 1924.
- Yoga Philosophy in Relation to Other Systems of Indian Thought, Motilal Banarsidass, 1930.
- Philosophical Essays, Motilal Banarsidass, 1941-1982.
- Rabindranath: the poet and the philosopher, Mitra & Ghosh, 1948
- Hindu mysticism.

Il misticismo indiano, Edizioni Mediterranee, 1995.
- Natural science of the ancient Hindus.
- Religion and the Rational Outlook.